# Alwilda
Alwilda o Alvilda es una pirata legendaria mencionada en una única fuente tardía del siglo XII, la Gesta Danorum del monje Saxo Grammaticus que latiniza el nombre de la princesa en Alvilda.

## Leyenda
Alwilda era hija de un rey escandinavo del siglo V. referido en una fuente como Synardus. Se dice que el rey, su padre, había arreglado un matrimonio para ella con el príncipe heredero de Dinamarca, cuyo padre era el rey Sygarus de Dinamarca. Sin embargo, Awilda rechazó la elección de su padre. Ella y algunas de sus amigas se vistieron como marineros y comandaron un barco. Mientras navegaban, se encontraron con un barco pirata que recientemente había perdido a su capitán, y los piratas eligieron a Awilda como su nuevo capitán. El rey de Dinamarca envió a su hijo y un barco de la Armada para combatir contra los piratas. El príncipe y sus hombres pudieron abordar su barco y ganar ventaja en la batalla. Aparentemente, Awilda quedó tan impresionada con el coraje del príncipe que reveló su verdadera identidad y accedió a casarse con él. Se casaron a bordo y vivieron felices para siempre como rey y reina de Dinamarca.

## Posteridad
El poeta italiano Torquato Tasso escribe su tragedia más famosa sobre su historia, llamada Re Torrismondo, donde Alwida es prometida en matrimonio con el rey de Suecia, Germondo, pero se enamora de Torrismondo, por lo que decide suicidarse para no elegir entre amor y honor.
El personaje ficticio de Alvida en el manga One Piece está directamente inspirado en Alvilda.